# Ferdinand Aznárez
Ferdinand Aznárez van Castilië vooral bekend onder de naam Gonzalo Fernández (circa 870 - 932) was van 899 tot 915 graaf van Burgos en van 909 tot 915 graaf van Castilië. Hij behoorde tot het huis Beni Mamaduna.

## Levensloop
Gonzalo Fernández was de zoon van graaf Ferdinand González van Castrosiero en diens echtgenote Goñtina Muñoz, mogelijk een dochter van Nuno Muñoz, heer van Amaya en een van de twee rechters die Castilië bestuurden na de dood van koning Alfons II van Asturië in 842. 
In 899 werd hij voor het eerst vermeld als graaf van Burgos. Kort daarna slaagde hij erin om zijn gebied uit te breiden naar de oostelijke bergvalleien. Zijn machtsbasis lag in Lara, van waaruit hij over het gebied van de bergen in Cantabrië tot aan de Arlanza-rivier heerste. De Arlanza-rivier werd op die manier de effectieve grens met het gebied dat door de Moren werd gecontroleerd, maar om dit te bereiken had hij een moeilijke strijd moeten leveren met de moslimtroepen die vanuit Carazo de controle hadden over dit gebied. De vallei van Lara was het middelpunt van de gebieden die Gonzalo Fernández bestuurde.
Zijn naam staat vermeld in een charter dat in 899 werd opgesteld door het San Pedroklooster van Cardeña, dat later een van de invloedrijkste kloosters werd in Castilië. In 912 stichtte hij dan weer het klooster San Pedro de Arlanza. Dat jaar speelde hij eveneens een belangrijke rol in het Castiliaanse offensief bij de Duero-rivier, waarbij Gonzalo Fernández de oude dorpen Haza, Clunia en San Esteban de Gormaz veroverde.
Rond het jaar 909 volgde hij zijn bloedverwant Munio Nuñez op als graaf van Castilië. In 915 werd hij voor het laatst vermeld als graaf van Burgos en Castilië. Ook was hij een van de magnaten en edelen die een belangrijke rol speelden aan het koninklijk hof van León tot aan de nederlaag van León in de Slag bij Valdejunquera in 920. Lange tijd beschouwden historici dat Gonzalo Fernández toen al overleden was.
Zijn naam komt echter voor in verschillende documenten van het koninklijk hof in Navarra, gedateerd tussen 924 en 932. Hierdoor wordt nu aangenomen dat Gonzalo Fernández rond het jaar 915 werd afgezet als graaf van Castilië en Burgos omdat hij in ongenade was gevallen aan het koninklijk hof van León als gevolg van een militaire nederlaag waarvan hij de schuld kreeg of mogelijk om een andere reden. Zijn zoon Ferdinand González volgde hem op als graaf van Castilië.
Na zijn dood werd Gonzalo Fernández bijgezet in het klooster San Pedro de Arlanza

## Huwelijk en nakomelingen
Hij was gehuwd met Muniadona Nuñez. Ze kregen een zoon:
- Ferdinand González (910-970), graaf van Castilië en Burgos